# Padiglione Romania
Il Padiglione Romania è lo spazio espositivo ufficiale con cui la Romania partecipa alla Biennale di Venezia, sia nelle edizioni dedicate all'arte che in quelle di architettura. Il padiglione si trova presso l'area dei Giardini di Castello, sull'isola di Sant'Elena, accanto ad altre strutture permanenti costruite per rappresentanze nazionali.
La Romania è presente alla Biennale sin dal 1907 e ha utilizzato negli anni diversi spazi espositivi, fino alla realizzazione di un proprio padiglione stabile.
Oltre al padiglione nazionale, artisti romeni hanno spesso partecipato alla Mostra Internazionale curata dalla Biennale, contribuendo alla presenza romena nei contesti tematici e curatoriali globali.

## Storia
La Biennale di Venezia è una biennale d'arte internazionale che si tiene a Venezia, in Italia. Spesso descritta come “le Olimpiadi del mondo dell'arte”, la partecipazione alla Biennale è un evento prestigioso per gli artisti contemporanei. Il festival è diventato una costellazione di mostre: una mostra centrale curata dal direttore artistico di quell'anno, padiglioni nazionali ospitati da singole nazioni e mostre indipendenti in tutta Venezia. L'organizzazione madre della Biennale ospita regolarmente anche festival di altre arti: architettura, danza, cinema, musica e teatro.
Al di fuori dell'esposizione centrale internazionale, le singole nazioni producono le proprie mostre, note come padiglioni, come loro rappresentanza nazionale. Le nazioni che possiedono i loro padiglioni, come i 30 ospitati ai Giardini, sono responsabili della loro manutenzione e dei costi di costruzione. Le nazioni che non hanno edifici dedicati creano padiglioni in sedi sparse per la città.

### Organizzazione e costruzione
Il padiglione fu progettato da Brenno Del Giudice nel 1932 e costruito entro il 1938 come parte di un complesso sull'isola di Sant'Elena quale prolungamento dei Giardini della Biennale. Gli edifici, originariamente assegnati alla Svezia e alla Grecia, furono trasferiti rispettivamente alla Jugoslavia e alla Romania.
Gli interni furono progettati sotto l'attenzione di Nicolae Iorga. Inizialmente era stato concepito come un salone d'arte con tre sale (la sala principale, alta, era affiancata da due sale più piccole) e rimase così fino al 1962, quando le pareti furono demolite, unendo le tre sale in un unico salone. L'architettura iniziale è stata ricreata nel 2015, anche se temporaneamente, dall'architetto Attila Kim per la Darwin's Room di Adrian Ghenie.
Dal 1997, l'Istituto Romeno di Cultura e Ricerca Umanistica (noto anche come Casa Romena di Venezia, con sede a Palazzo Correr già Contarini in Strada Nova) ha ospitato a intermittenza mostre parallele in rappresentanza della Romania alla Biennale di Venezia.

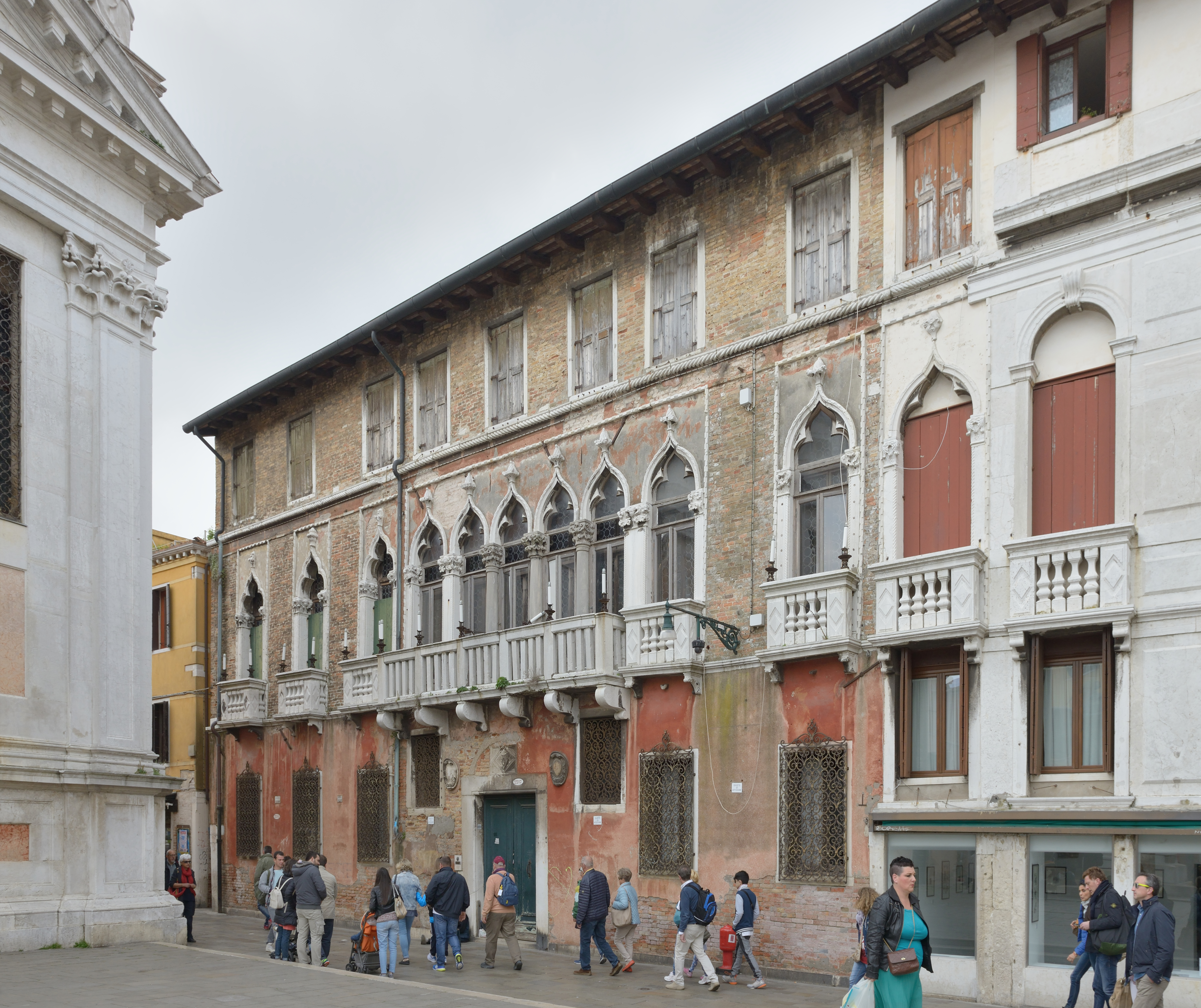
Il Palazzo Correr ospita l'Istituto Culturale Romeno: la sede che ospita le mostre parallele al Padiglione Nazionale.

### Criteri di selezione[5]
In origine, la partecipazione della Romania alla Biennale di Venezia era gestita in modo centralizzato, con decisioni prese direttamente dallo Stato. Le nomine avvenivano per via istituzionale, spesso in collaborazione con accademie o enti culturali legati al governo. A partire dagli anni 2000, il processo di selezione ha iniziato a evolversi verso modalità più strutturate e trasparenti, anche in risposta all'integrazione della Romania in circuiti di cooperazione culturale a livello europeo.
Un punto di svolta si registra nel 2007, anno in cui la Romania entra ufficialmente nell'Unione Europea. Da quel momento, il Ministero della Cultura introduce in maniera più sistematica l'utilizzo di bandi pubblici per selezionare i progetti curatoriali destinati a rappresentare il Paese, sia alla Biennale Arte che alla Biennale Architettura.
Oggi, la selezione del padiglione nazionale segue un iter ufficiale e regolamentato, coordinato principalmente dal Ministero della Cultura. I criteri adottati variano leggermente da un'edizione all'altra, ma generalmente includono:

#### Bando pubblico
Il Ministero della Cultura rumeno pubblica un bando aperto per la selezione del progetto che rappresenterà il Paese. Questo bando è rivolto a curatori, artisti, architetti o collettivi, spesso in collaborazione con istituzioni culturali.

#### Valutazione da parte di una giuria
Una commissione composta da esperti (critici, curatori, rappresentanti del Ministero e altri professionisti del settore) valuta le proposte secondo criteri prestabiliti, che in genere includono:
- Originalità e rilevanza del concept;
- Qualità artistica o architettonica del progetto;
- Risonanza internazionale, ovvero la capacità del progetto di dialogare con il contesto globale della Biennale;
- Fattibilità tecnica ed economica, inclusa la sostenibilità del budget;
- Rappresentatività culturale: la proposta deve avere una connessione significativa con la realtà, la storia o le problematiche della Romania contemporanea.

Il progetto selezionato viene presentato sia nel padiglione rumeno ai Giardini della Biennale, sia presso l'Istituto Culturale Romeno - Institutul Cultural Român (ICR).

## Rappresentazioni per anno

### Esposizioni d'Arte
1. 1907 — Prima partecipazione di un artista rumeno alla Biennale di Venezia: Frederic Storck[1].
2. 1924 — Padiglione Centrale, Sale XIX e XX. Mostra collettiva. Dipinti di Ion Andreescu, Marius Bunescu, Cecilia Cuțescu-Storck, Niculina Delavrancea-Dona, Ștefan Dimitrescu, Dumitru Ghiață, Lucian Grigorescu, Nicolae Grigorescu, Doru I. Ionescu, Kimon Loghi, Ștefan Luchian, Samuel Mützner, Rodica Maniu, G. Marinescu-Vâlsan, George Demetrescu Mirea, G. Moscu, Theodor Pallady, George Petrașcu, Costin Petrescu, Ștefan Popescu, Camil Ressu, Jean Al. Steriadi, Eustațiu Stoenescu, Ipolit Strâmbu, Nicolae Tonitza, Nicolae Vermont, Arthur Verona. Sculture di: Constantin Brâncuși, Oscar Han, Ion Jalea, Cornel Medrea, D.D. Mirea, Dimitrie Paciurea, (Talpoșin Alexandru) Severin, Oscar Spaethe, Frederic Storck. Commissario Generale per la Romania: Gian Battista Bombardella. Comitato Artistico: A.G. Verona e I.D. Ștefănescu[1] .
3. 1938 — Inaugurazione ufficiale del Padiglione della Romania. Organizzatore e commissario: Nicolae Iorga. Dipinti di Georghe Petrașcu, Ștefan Popescu, Eustațiu Stoenescu, Ion Theodorescu-Sion; sculture di Oscar Han, Ion Jalea, Cornel Medrea. La Romania è stata rappresentata anche da Ion Andreescu e Nicolae Grigorescu nella International Exhibition of 19th Century Landscape Painting organizzata nel Padiglione Centrale[1].
4. 1940 — Dipinti di Nicolae Dărăscu, Lucian Grigorescu, Theodor Pallady, Jean Al. Steriadi; sculture di Céline Emilian, Mihai Onofrei (tra cui una scultura del Re Carol II di Romania). Organizzatore e Commissario: Nicolae Iorga[1].
5. 1942 — Mostra Collettiva, dipinti di Marius Bunescu, Henri Catargi, Ștefan Constantinescu, Cecilia Cuțescu-Storck, Horia Damian, Nicolae Dărăscu, Dumitru Ghiață, Lucian Grigorescu, Rodica Maniu, Paul Miracovici, Alexandru Padina, Theodor Pallady, George Petrașcu, Ștefan Popescu, Camil Ressu, Jean Al. Steriadi, Eustațiu Stoenescu, Nicolae Stoica, Ion Țuculescu, Gheorghe Vânătoru, A.G. Verona. Sculture di Zoe Băicoianu, Alexandru Călinescu, Mac Constantinescu, Oscar Han, Ion Irimescu, Ion Jalea, Corneliu Medrea, Militza Petrașcu, Ion Grigore Popovici, Fritz Storck. Comprese le sculture del Maresciallo Ion Antonescu e del re Michele di Romania. Organizzata dal Ministero della Propaganda Nazionale; Commissario: Jean Al. Steriadi[1].
6. 1954 — Mostra collettiva, Realismo Socialista. Dipinti di Lidia Agricola, Octavian Angheluță, Paul Atanasiu, Corneliu Baba, Ștefan Barabaș, Marius Bunescu, Alexandru Ciucurencu, Gheorghe Glauber, Lucian Grigorescu, Dan Hatmanu, Iosif Iser, Gheorghe Labin, Max Herman Maxy, Gavril Miklossy, Alexandru Moscu, Ion Panteli Stanciu, Camil Ressu, Mimi Maxy-Șaraga, Gheorghe Șaru, Jean Al. Steriadi. Sculture di Gheorghe Anghel, Constantin Baraschi, Marius Traian Butunoiu, Boris Caragea, Iosif Fekete, Octav Iiescu, Ion Irimescu, Martin Izsak, Ion Jalea, Ernest Kaznovski, Egon Löwith, Constantin Lucaci, Sándor Puskás, Artur Vetro, Ion Vlad, Mihail Wagner, Lelia Zuaf. Acquerelli e schizzi in bianco e nero di Zoltán Andrássy, Maria Constantin, Marcela Cordescu, Gheorghe Ivancenco, Aurel Jiquidi, Vasile Kazar, Ligia Macovei, Jules Perahim, Noël Florin Roni, Jean Al. Steriadi, Béla Gy. Szabó, Walter Widmann. Organizzatore e Commissario: Jules Perahim (Segretario dell'Unione degli Artisti di Belle Arti - UAP Bucarest)[1].
7. 1956 — Mostra Collettiva. Dipinti di Corneliu Baba, Alexandru Ciucurencu. Sculptures by Ion Irimescu, Cornel Medrea. Disegni di Ligia Macovei, Jules Perahim. Organizzatore e Commissario: Paraschiva Pojar (Comitato di Stato per la Letteratura e l'Arte), Ion Irimescu (Eminente Maestro d'Arte della Repubblica Popolare di Romania, Segretario dell'Unione degli Artisti di Belle Arti - UAP, vincitore del Premio di Stato)[1].
8. 1958 — Mostra Collettiva. Dipinti di Henri Catargi, Dumitru Ghiață, Ștefan Szönyi. Sculture di Ion Jalea, Gheza Vida. Disegni in bianco e nero di Vasile Kazar, Mariana Petrașcu. Commissari: Jules Perahim e Ligia Macovei[1].
9. 1960 — Mostra collettiva. Dipinti di George Petrașcu. Disegni e incisioni di Gheorghe Adoc, Zoltan Andrássy, Corina Beiu Angheluță, Gheorghe Boțan, Geta Brătescu, Eva Cerbu, Marcel Chirnoagă, Ștefan Constantinescu, Cornelia Daneț, Vasile Dobrian, Emilia Dumitrescu, Ana Iliuț, Gheorghe Ivancenco, Puia Hortensia Masichievici, Natalia Matei, Iosif Mátyás, Gheorghe Naum, Nicolae Iulian Olariu, Marcel Olinescu, Jules Perahim, Eugen Popa, Victor Silvester, Béla Gy Szabó, Gheorghe Șaru, Traian Vasai. Commissario: Jules Perahim.Template:R
10. 1962 — Mostra Collettiva. Dipinti di Brăduț Covaliu. Sculture di Ion Vlad. Disegni di Vasile Dobrian, Paul Erdős. Commissario: Jules Perahim[1].
11. 1964 — Mostra Collettiva. Dipinti di Ion Bițan, Ion Gheorghiu, Ion Pacea. Sculture di Boris Caragea. Commissario: Mircea Deac (Segretario del Consiglio per le Arti del Comitato di Stato per la Cultura e le Arti della Repubblica Popolare di Romania)[6].
12. 1966 — Retrospettiva di Ion Țuculescu. Commissario: Petru Comarnescu.Template:R
13. 1968 — Mostra Collettiva. Virgil Almășanu (pittura), Octav Grigorescu (disegno), Ovidiu Maitec (scultura). Commissario: Ion Frunzetti[7]
14. 1970 — Mostra Collettiva. Henri Mavrodin, Ion Sălișteanu (pittura), George Apostu (scultura), Marcel Chirnoagă (grafica), Ritzi-Victoria and Peter Jacobi (arti decorative). Commissario: Ion Frunzetti (Vicepresidente dell'Unione degli Artisti di Belle Arti - UAP)[8]
15. 1972 — Mostra Collettiva (grafica) — Etching in the Contemporary Space (Grafica în spațiul contemporan). Tema: Work of Art or Behaviour (Opera sau comportamentul). Grafiche di Anna Maria Andronescu, Marcel Chirnoagă, Dumitru Cionca, Ioan Donca, Adrian Dumitrache, Mircea Dumitrescu, Dan Erceanu, Sergiu Georgescu, Harry Guttmann, Th. Valentin Ionescu, George Leolea, Wanda Mihuleac, Tiberiu Nicorescu, Ion Panaitescu, Anton Perussi, Ion State, Theodora Stendl Moisescu, Ion Stendl, Radu Stoica, Iosif Teodorescu. Sculture di Gheorghe Iliescu Călinești, Mircea Ștefănescu. Commissario: Ion Frunzetti (Presidente della Sezione di Teoria e Storia dell'Arte e della Letteratura dell'Accademia delle Scienze Sociali). Commissario aggiunto: Valentin Ionescu[9]
16. 1976 — Mostra Collettiva The Ambient as a Social Problem. Sculture: Gheza Vida, Ion Vlasiu, Constantin Lucaci, Constantin Popovici, Grigore Minea, George Apostu, Petre (Nicăpetre) Bălănică, Aurelian Bolea, Cristian Breazu, Mihai Buculei, Florin Codre, Napoleon Tiron, Silvia Radu, Ion Condiescu. Fotografie di: Vlad Florescu, Ion Condiescu, Eugen Petraș, Anton Eberwein. Commissario: Ion Frunzetti[10]
17. 1978 — Mostra Collettiva: From Nature to Art, from Art to Nature. Dipinti di Sorin Ilfoveanu, Iacob Lazăr, Viorel Mărginean, Horia Bernea. Sculture di Petru Jecza, Octavian Olariu, Alexandru Gheorghiță, Template:Ill. Commissario: Ion Frunzetti[1].
18. 1980 — Art in the Seventies[11]. Sculture di George Apostu, Horia Bernea, Octav Grigorescu, Constantin Lucaci, Ovidiu Maitec. Commissario: Ion Frunzetti[1].
19. 1982 — Hommage to Brancusi in the Central Pavilion (Commissario su invitp: Dan Hăulică). Nel padiglione rumeno sono state esposte opere di, Ion Gheorghiu (Commissario: Ion Frunzetti)[1].
20. 1988 — Napoleon Tiron (scultura). Commissario: Dan Hăulică[12]
21. 1990 — Mircea Spătaru (scultura). Commissario: Dan Hăulică[13]
22. 1993 — Horia Damian. Commissario: Radu Varia. Vicecommissario: Coriolan Babeți[14]
23. 1995 — Brancusi's Heritage in Romania nel padiglione nazionale (Giardini) e nell' Istituto Romeno di Cultura e Ricerca (Palazzo Correr). Artisti: George Apostu, Ștefan Bertalan, Mihai Buculei, Maria Cocea, Roman Cotoșman, Doru Covrig, Darie Dup, Ovidiu Maitec, Paul Neagu, Ion Nicodim, Neculai Păduraru, Constantin Popovici, Mircea Roman, Napoleon Tiron, Aurel Vlad, Marian Zidaru. Commissari: Dan Hăulică e Coriolan Babeți[15]
24. 1997 — Ion Bitzan, Teodor Graur, Ion Grigorescu, Iosif Kiraly, Valeriu Mladin, Gheorghe Rasovszky, Sorin Vreme. Commissario: Dan Hăulică; Vicecommissario: Coriolan Babeți, Adrian Guță. Oltre al padiglione rumeno, un'altra mostra è organizzata nella Casa Romena di Venezia[16]
25. 1999 — Collettivo subREAL e Dan Perjovschi (Curatrice: Judit Angel) nel padiglione nazionale (Giardini). Una mostra parallela è stata organizzata nella Casa Romena (Palazzo Correr) con opere di Alexandru Antik, Mircea Florian, Dan Mihălțianu, Nicolae Onucsan, Alexandru Patatics (Curatore: Horea Avram). Commissario onorario: Dan Hăulică. Vicecommissario: Aurora Dediu[17]
26. 2001 — Mostra Collettiva. Video arte di Context Network, Gheorghe Rasovszky. Commissario: Ruxandra Balaci. Curatori: Ruxandra Balaci, Sebastian Bertalan, Alexandru Patatics. Vicecommissario: Raluca Velisar[18]
27. 2003 — Alteridem.exe.2 (new media exhibition) del collettivo Kinema Ikon. Commissario e curatore: Călin Man. Vicecommissarie: Raluca Velisar, Adela Văetiși. Organizzata dal Museo Nazionale di Bucarest[19]
28. 2005 — Daniel Knorr, European Influenza (Curatore: Marius Babias)[20]
29. 2007 — Victor Man, Cristi Pogăcean, Mona Vătămanu & Florin Tudor, Christoph Büchel & Giovanni Carmine, Low-Budget Monuments (commissioner: Mihai Pop; curatore: Mihnea Mircan)[21]
30. 2009 — Ștefan Constantinescu, Andrea Faciu, Ciprian Mureșan, The Seductiveness of the Interval (curatore: Alina Șerban; assistente curatore: Livia Pancu; collaboratori: Alex Axinte, Cristi Borcan, Livia Andreea Ivanovici; project manager: Mirela Duculescu)[22]
31. 2011 — Ion Grigorescu, Anetta Mona Chișa & Lucia Tkáčová, Performing History (curatori: Maria Rus Bojan, Ami Barak; collaboratori speciali: Bogdan Ghiu and Timotei Nădășan). Una mostra parallela è stata ospitata presso l'Istituto di Cultura e Ricerca (Palazzo Correr): Romanian Cultural Resolution (curatori: Adrian Bojenoiu, Alex. Niculescu)[23]
32. 2013 — Alexandra Pirici and Manuel Pelmuș, An Immaterial Retrospective of the Venice Biennale (curatrice: Raluca Voinea, project coordinator: Corina Bucea). Presso l'Istituto di Cultura e Ricerca (Palazzo Correr): Reflection Centre for Suspended Histories. An Attempt, curatrice: Anca Mihulet; artisti: Apparatus 22, Irina Botea e Nicu Ilfoveanu, Karolina Bregula, Adi Matei, Olivia Mihălțianu, Sebastian Moldovan. Commissario: Monica Morariu. Vicecommissario: Alexandru Damian[24]
33. 2015 — Adrian Ghenie, Darwin's Room (curatore: Mihai Pop; architetto: Attila Kim; coordinatrice: Corina Șuteu) presso il padiglione nazionale (Giardini); Michele Bressan, Carmen Dobre-Hametner, Alex Mirutziu, Lea Rasovszky, Ștefan Sava, Larisa Sitar, Inventing the Truth. On Fiction and Reality (curatrice: Diana Marincu) presso l'Istituto di Cultura e Ricerca (Palazzo Correr). Commissario: Monica Morariu. Vicecommissario: Alexandru Damian[25]
34. 2017 — Geta Brătescu, Apparitions[26] (curatrice: Magda Radu; assistente alla curatela: Diana Ursan; coordinatrice di progetto: Corina Bucea). Commissario: Attila Kim[27]
35. 2019 — Fainaru Belu-Simion, Dan Mihălțianu, Miklós Onucsán, Unfinished Conversations on the Weight of Absence, curatore: Cristian Nae, Commissario: Attila Kim[28].
36. 2022 — Adina Pintilie, You are another me - A cathedral of the body, curatore: Cosmin Costinas,Viktor Neumann; commissario: Attila Kim. La mostra ha avuto luogo sia nel padiglione nazionale che nell'Istituto Romeno di Cultura e Ricerca Umanistica (Palazzo Correr)[29]
37. 2024 — Atelier Brenda, Șerban Savu, What work is, curatore: Ciprian Mureşan, commissario: Ioana Cioca. La mostra ha avuto luogo sia nel padiglione nazionale che nell'Istituto Romeno di Cultura e Ricerca Umanistica (Palazzo Correr)[30]

## Artisti romeni nelle Mostre Internazionale della Biennale di Venezia

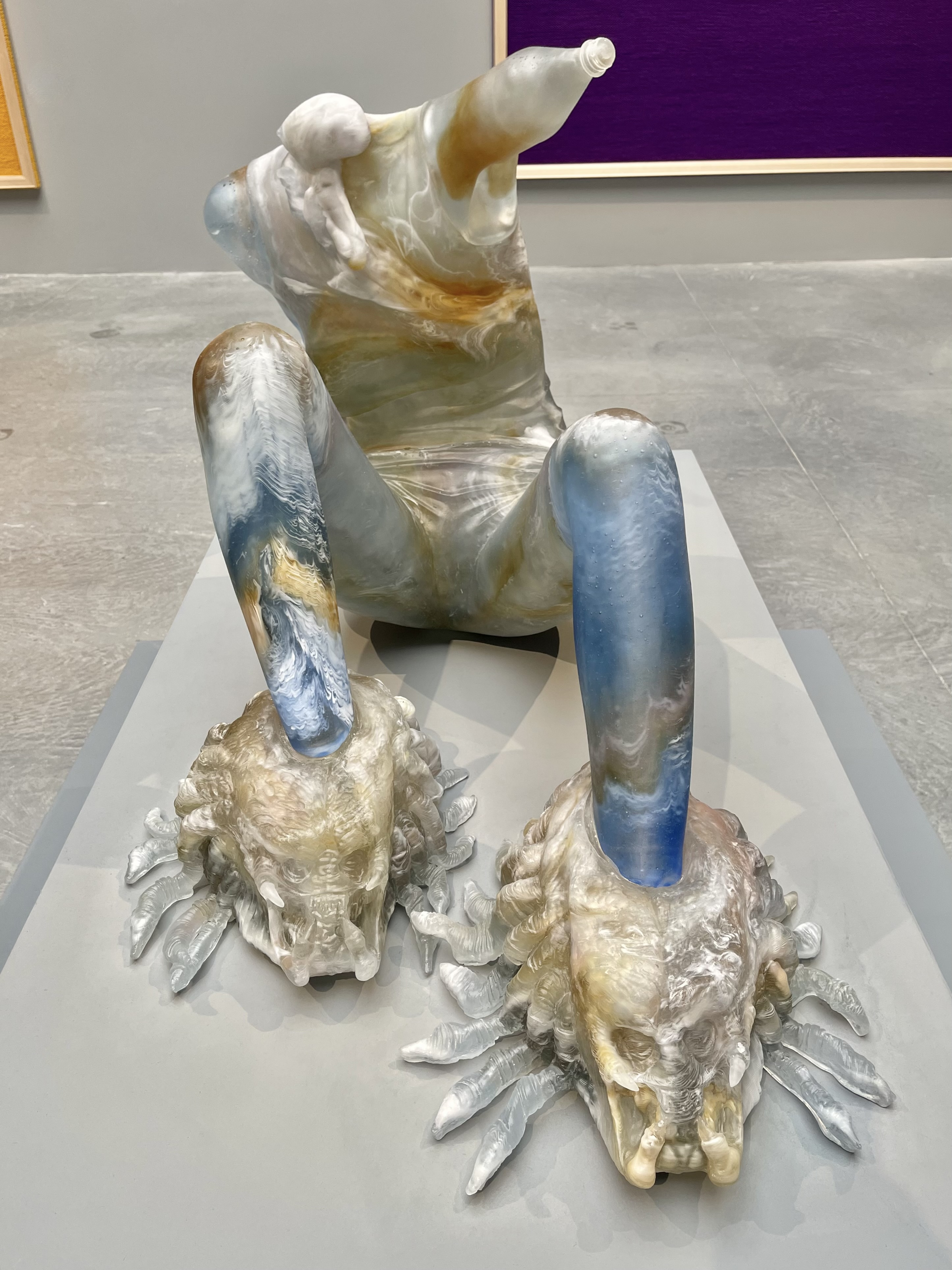
Predators 'R Us (2020) è una donna semidistesa parzialmente priva di parti del corpo e sviluppa insolite appendici come un paio di pantofole tentacoliformi ispirate all'alieno di Predator.

La partecipazione degli artisti romeni alla Mostra Internazionale d'Arte della Biennale di Venezia rappresenta una componente significativa della presenza romena nel più importante evento espositivo d'arte contemporanea a livello globale. Oltre alle esposizioni organizzate all'interno del padiglione nazionale della Romania, diversi artisti romeni sono stati selezionati, a partire dagli anni '60, per far parte della mostra internazionale curata — la rassegna tematica centrale allestita presso i Giardini e l'Arsenale, sotto la direzione del curatore artistico della Biennale.
Le prime presenze documentate di artisti romeni nella mostra centrale risalgono all'epoca in cui le edizioni erano ancora in parte influenzate da rappresentazioni istituzionali statali, ma è dalla fine degli anni '80 e soprattutto dopo il 1989 — con l'apertura della Romania post-comunista — che si intensifica l'inclusione di figure romene all'interno delle selezioni curate. La crescente attenzione della Biennale per le scene artistiche dell'Est Europa ha portato al riconoscimento internazionale di autori come Ion Grigorescu, Geta Brătescu, Dan Perjovschi e Andra Ursuța, tra i nomi più ricorrenti nella mostra internazionale dopo il 2000.
Gli artisti selezionati hanno spesso portato all'attenzione temi legati all'identità, alla memoria storica, alla transizione politica, alla corporeità e alla critica sociale, attraverso linguaggi quali la performance, la videoarte, il disegno, la scultura e l'installazione.
| Anno | Edizione | Titolo mostra internazionale                                                                | Direttore del Settore Arti Visive / Curatore | Artisti romeni partecipanti                                                                 |
| ---- | -------- | ------------------------------------------------------------------------------------------- | -------------------------------------------- | ------------------------------------------------------------------------------------------- |
| 1938 | XXI      | 21. Esposizione Biennale Internazionale d'Arte                                              | Giuseppe Volpi di Misurata                   | Miklós Barabás, Nicolae Grigorescu, Ion Jalea, Eustatiu Stoenescu                           |
| 1940 | XXII     | 22. Esposizione Biennale Internazionale d'Arte                                              | Felice Carena                                | Nicolae Dărăscu                                                                             |
| 1942 | XXIII    | 23. Esposizione Biennale Internazionale d'Arte                                              | Felice Carena                                | Ion Jalea                                                                                   |
| 1948 | XXIV     | 24. Biennale di Venezia                                                                     | Giovanni Ponti                               | Constantin Brancusi, Eugen Dragutescu                                                       |
| 1952 | XXVI     | 26. Biennale di Venezia                                                                     | Giovanni Ponti                               | Eugen Dragutescu, Marcel Janco                                                              |
| 1954 | XXVII    | 27. Esposizione Biennale Internazionale d'Arte                                              | Felice Casorati                              | Ion Jalea                                                                                   |
| 1956 | XXVIII   | 28. Esposizione Biennale Internazionale d'Arte                                              | Roberto Longhi                               | Corneliu Baba, Alexandru Ciucurencu, Eugen Dragutescu, Ion Irimescu, Cornel Medrea          |
| 1958 | XXIX     | 29. Esposizione Biennale Internazionale d'Arte                                              | Felice Casorati                              | Henri Catargi, Dumitru Ghiață, Vasile Kazar, Ion Jalea, Mariana Petrascu                    |
| 1960 | XXX      | 30. Biennale Internazionale d'Arte (1960)                                                   | Cesare Brandi                                | Constantin Brancusi, Gheorghe Petrascu, Lajos Szentiványi                                   |
| 1962 | XXXI     | 31. Esposizione Biennale Internazionale d'Arte                                              | Umbro Apollonio                              | Avigdor Arikha, Brăduț Covaliu, Paul Erdős                                                  |
| 1964 | XXXII    | 32. Esposizione Biennale Internazionale d'Arte                                              | Cesare Gnudi                                 | Ion Bitzan, Ion Gheorghiu, Zoltan Kemeny                                                    |
| 1966 | XXXIII   | 33. Esposizione Biennale Internazionale d'Arte                                              | Vittorio Viale                               | Victor Brauner, Sorel Etrog, Ion Tuculescu                                                  |
| 1968 | XXXIV    | 34. Esposizione Biennale Internazionale d'Arte                                              | Valentino Martinelli                         | Virgil Almăşanu, Octav Grigorescu, Zoltan Kemeny, Ovidiu Maitec, Ivan Tabaković             |
| 1970 | XXXV     | 35. Biennale Internazionale d'Arte                                                          | Gillo Dorfles                                | George Apostu, Marcel Chirnoaga, Peter Jacobi, Ritzi Jacobi, Henry Mavrodin, Ion Salisteanu |
| 1972 | XXXVI    | 36. Esposizione Biennale Internazionale d'Arte                                              | Marco Valsecchi                              | Ethel Baias-Lucaci, Victor Brauner, Eugen Dragutescu, Ovidiu Maitec                         |
| 1976 | XXXVII   | Ambiente, partecipazione, strutture culturali                                               | Vittorio Gregotti                            | George Apostu, Mihai Buculei, Florin Codre, Nicăpetre, Costantin Popovici, Napoleon Tiron   |
| 1978 | XXXVIII  | 38. Esposizione Internazionale d'Arte: dalla natura all'arte dall'arte alla natura          | Luigi Scarpa                                 | Constantin Brancusi, Guido Canella, Viorel Mărginean                                        |
| 1980 | XXXIX    | 39. Biennale arti visive 1980                                                               | Luigi Carluccio                              | George Apostu, Octav Grigorescu, Ovidiu Maitec                                              |
| 1982 | XL       | Arti visive '82                                                                             | Sisto Dalla Palma                            | Avigdor Arikha, Constantin Brancusi, Florin Codre, Ion Nicodim                              |
| 1984 | XLI      | Arte e Arti, Attualità e Storia                                                             | Maurizio Calvesi                             | Radu Dragomirescu                                                                           |
| 1986 | XLII     | Arte e scienza                                                                              | Maurizio Calvesi                             | Constantin Brancusi, Victor Brauner, Florin Codre, Jacques Hérold                           |
| 1988 | XLIII    | Il luogo degli artisti                                                                      | Giovanni Carandente                          | Florin Codre, Zvi Goldstein, Napoleon Tiron                                                 |
| 1990 | XLIV     | Dimensione Futuro - L'artista e lo Spazio                                                   | Giovanni Carandente                          | Daniel Spoerri                                                                              |
| 1993 | XLV      | Punti cardinali dell'arte                                                                   | Achille Bonito Oliva                         | Călin Dan, Ion Grigorescu, Isidore Isou, Iosif Király, Dan Mihălțianu, Saul Steinberg       |
| 1995 | XLVI     | 46. Esposizione Internazionale d'Arte                                                       | Jean Clair                                   | Avigdor Arikha, Constantin Brancusi, Victor Brauner                                         |
| 1997 | XLVII    | Futuro, Presente, Passato                                                                   | Germano Celant                               | Geta Brătescu, Georghe Rasovsky                                                             |
| 1999 | XLVIII   | dAPERTutto/APERTO overALL/Aperto parTOUT/Aperto uber all                                    | Harald Szeemann                              | Serge Spitzer, Dan Mihălțianu, Philip Rantzer                                               |
| 2001 | XLIX     | Platea dell'Umanità - Plateau of Humankind - Plateau der Menschheit - Plateau de L'Humanité | Harald Szeemann                              | Mircea Cantor, Gheorghe Ravovsky                                                            |
| 2003 | XLIX     | Dreams and Conflicts – The Dictatorship of the Viewer                                       | Francesco Bonami                             | Mircea Cantor, Dan Perjovschi                                                               |
| 2007 | LII      | Think with the Senses – Feel with the Mind. Art in the Present Tense                        | Robert Storr                                 | Ion Grigorescu, Cristi Pogacean, Mona Vatamanu                                              |
| 2011 | LIV      | ILLUMInazioni                                                                               | Bice Curiger                                 | Ion Grigorescu                                                                              |
| 2013 | LV       | Il Palazzo Enciclopedico                                                                    | Massimiliano Gioni                           | Ştefan Bertalan, Alexandra Pirici, Andra Ursuța                                             |
| 2015 | LVI      | All the World's Futures                                                                     | Okwui Enwezor                                | Geta Brătescu, Victor Man                                                                   |
| 2017 | LVII     | Viva Arte Viva                                                                              | Christine Macel                              | Dan Perjovschi                                                                              |
| 2019 | LVIII    | May You Live in Interesting Times                                                           | Ralph Rugoff                                 | Andra Ursuța                                                                                |
| 2022 | LIX      | The Milk of Dreams                                                                          | Cecilia Alemani                              | Andra Ursuța                                                                                |

## Premi
Nel 1964 l'artista Zoltan Kemeny ha ricevuto dalla Sottocommissione per le arti figurative - Cesare Gnudi (Presidente), Afro Libio Basaldella, Maurizio Calvesi, Gian Alberto Dell'Acqua,  Lucio Fontana, Luciano Minguzzi, Pietro Zampetti - il Premio Presidenza del Consiglio dei Ministri per un artista straniero.
Il Padiglione Romeno alla Biennale di Venezia ha ricevuto riconoscimenti nel corso degli anni, in particolare alla Biennale di Architettura. Nel 2021 il progetto romeno "Fading Borders", curato da Irina Meliță e Oana Stănescu, ha ricevuto menzioni d'onore e recensioni molto positive per la sua riflessione sulle migrazioni e l'identità europea.
Tuttavia, la Romania non ha ancora vinto un Leone d'Oro per il miglior padiglione nazionale, ma ha ottenuto riconoscimenti e menzioni che dimostrano la qualità crescente delle sue proposte artistiche e architettoniche.